# Anpassungspfad
Der Anpassungspfad (englisch adjustment path, oft auch nur path) ist eine Form der Darstellung oft mehrperiodischer Anpassungsprozesse in Koordinatensystemen oder in Tabellenform. Mit Anpassungspfaden lassen sich diese Prozesse im Voraus planen und währenddessen auf Abweichungen kontrollieren.
Zielgerichtete, auf eine Anpassung hinsteuernde Änderungen an Variablen der Volkswirtschaftslehre führen meist nicht unmittelbar (i. e. in derselben Periode) zu den beabsichtigten Ergebnissen. Bis die angestrebten Ziele erreicht werden, vergehen häufig mehrere Jahre.
Der Anpassungspfad ist ein Verbindungsweg zwischen mehreren in einem Koordinatensystem abgetragenen Punkten. Diese Punkte zeigen die Entwicklung verschiedener volkswirtschaftlicher Indikatoren in aufeinander folgenden Perioden bis hin zur Erreichung des beabsichtigten Ziels.

## Volkswirtschaftliche Indikatoren
Volkswirtschaftliche Indikatoren können alle beliebigen, sich über Perioden verändernde Kennzahlen sein:
- Inflationsrate
- Arbeitslosigkeit
- Produktionswachstum
- nominales Geldmengenwachstum
- Zinsniveau
- u. v. m.

## Anwendungsbeispiel
Besondere Bedeutung erhält der Anpassungspfad bei der Betrachtung der Entwicklung der Inflationsrate sowie der damit über die modifizierte Phillips-Kurve in Zusammenhang stehenden Arbeitslosigkeit.
Als Beispiel zur Illustration eines Anpassungspfades soll die Reduktion der Inflationsrate (Disinflation) einer Volkswirtschaft über die Steuerung der nominalen Geldmenge dienen. Dieses Beispiel basiert auf den Annahmen des Okun‘schen Gesetzes und der Theorie der Phillips-Kurve.

### Ausgangssituation
Eine Zentralbank entschließt sich die Inflationsrate von 16 % auf 4 % über einen Zeitraum von fünf Jahren zu verringern. Die Arbeitslosenquote betrage 8 %, das Produktionswachstum betrage 4 % und die nominale Geldmenge wachse um 20 % pro Jahr. Der Grad der Abhängigkeit (α) des Opferverhältnisses auf die Reduktion der Arbeitslosigkeit sei 1. Der Koeffizient β sei 0,5 und bezeichnet den Grad der Auswirkung eines Produktionswachstums über das übliche Niveau hinaus auf die Arbeitslosenquote. Ein niedriges β steht für stärkere rechtliche und soziale Hemmungen, bei Produktionsschwankungen direkt die Beschäftigtenzahl anzupassen.
|                              | Jahr 0 |
| ---------------------------- | ------ |
| Inflation                    | 16 %   |
| Arbeitslosigkeit             | 8 %    |
| Produktionswachstum          | 4 %    |
| Nominales Geldmengenwachstum | 20 %   |

### Pfad der Inflation

Anpassungspfad von Inflationsrate und Arbeitslosenquote

Da die Inflationsrate um insgesamt 12 %-Punkte in 5 Jahren sinken soll, wird eine gleichmäßige Reduktion von 2,4 %-Punkte pro Jahr angenommen. Schnellere Anpassungen an die gewünschte Inflationsrate von 4 % würden zu Rezession und zu sozialen Spannungen führen.

### Pfad der Arbeitslosigkeit
Entsprechend der Phillips-Kurve muss die Arbeitslosigkeit bei einem α von 1 um den gleichen Prozentsatz steigen, wie die Inflationsrate abnehmen soll. Da die Inflationsrate um 2,4 %-Punkte pro Jahr sinken soll, muss die Arbeitslosigkeit in den 5 Anpassungsjahren um 2,4 %-Punkte höher sein, als im Jahr 0.

### Pfad des Produktionswachstums
Über das Okun‘sche Gesetz ist bekannt, dass ein Wachstum von Arbeitslosigkeit mit einer Verringerung von Produktionswachstum einhergeht. Bei einem β von 0,5 und einer um 2,4 %-Punkte höheren Arbeitslosigkeitsrate muss das Produktionswachstum zunächst um 2,4 % / 0,5 = 4,8 %-Punkte niedriger sein als im Jahr 0. Im ersten Anpassungsjahr ergibt sich ein Produktionswachstum von 4 % – 4,8 % = -0,8 %. In den Folgejahren bis zum Jahr 5 wächst die Produktion wie im Jahr 0 um 4 %. Um die Arbeitslosigkeitsrate in den auf die Anpassung folgenden Jahre wieder auf das aus Jahr 0 gewohnte Niveau sinken zu lassen, muss im Jahr 6 das Produktionswachstum wieder um die oben errechneten 4,8 %-Punkte steigen. Somit ergibt sich ein Produktionswachstum im Jahr 6 von 4 % + 4,8 % = 8,8 %.

### Pfad des Geldmengenwachstums
Da das Produktionswachstum dem nominalen Geldmengenwachstum abzüglich der Inflation entsprechen muss, ergibt die Addition von Inflationsrate und dem Produktionswachstum das von der Zentralbank zu steuernde nominale Geldmengenwachstum.

Anpassungspfad von Inflationsrate und nominaler Geldmenge

### Tabellarische Darstellung des Anpassungspfades
|                              | Jahr 0 | Jahr 1 | Jahr 2 | Jahr 3 | Jahr 4 | Jahr 5 | Jahr 6 | Jahr 7 |
| ---------------------------- | ------ | ------ | ------ | ------ | ------ | ------ | ------ | ------ |
| Inflation                    | 16 %   | 13,6 % | 11,2 % | 8,8 %  | 6,4 %  | 4 %    | 4 %    | 4 %    |
| Arbeitslosigkeit             | 8 %    | 10,4 % | 10,4 % | 10,4 % | 10,4 % | 10,4 % | 8 %    | 8 %    |
| Produktionswachstum          | 4 %    | -0,8 % | 4 %    | 4 %    | 4 %    | 4 %    | 8,8 %  | 4 %    |
| Nominales Geldmengenwachstum | 20 %   | 12,8 % | 15,2 % | 12,8 % | 10,4 % | 8 %    | 12,8 % | 8 %    |